# 아시아나항공
아시아나항공(영어: Asiana Airlines, INC.)은 대한민국의 민간 항공사이자 대한항공에 이은 대한민국 2위 규모의 민간 항공사로 인천국제공항과 김포국제공항을 허브 공항으로 하고 있으며, 항공사 소속인 스타얼라이언스의 가맹사이다.

## 회사
아시아나항공은 대한민국의 기업인 한진그룹에 소속되어 코스피 상장 기업(한국: 020560)이며, 2023년 기준으로 회사 규모는 시가총액 1조 428억 원이다.
창립 이후 금호아시아나그룹의 계열사였으나, 2009년 12월 유동성 위기로 인해 채권단과 자율협약 절차 매각 수순을 밟았고, 위기를 넘겼음에도 높은 부채율이 지속되자, 결국 2019년 4월 매각 결정을 내렸다. 2019년 11월 HDC현대산업개발이 우선협상대상자로 선정되었고, 2019년 12월 27일 HDC현대산업개발으로 매각이 결정되었지만 코로나19 사태로 매각이 무산되었고 한국산업은행 주도하에 대한항공에 인수되었고 2026년 10월까지 통합 예정이다.
아시아나항공은 2011년 영업이익 3,583억 원을 기록해 높은 성장율을 보였다. 2017년, 아시아나항공의 영업이익 2,736억 600만원으로 6년만에 최대 실적을 기록하였지만, 2018년 매출액 6조 8,506억원, 영업이익 1,784억원, 당기순이익 -104억원을 기록했다, 또한 8분기 연속 분기 최대 매출액을 경신했고 연간 매출액을 창사 이후 역대 최고 실적을 거두었다. 하지만 2019년 모회사의 경영난과 국내 항공업계의 불황들로 인해 영업손실 2,841억을 기록하였다. 이후 2020년, 코로나19라는 업계 불황이 있지만 화물운송 실적이 95% 상승하여 6분기만에 영업이익 1,151억 원을 기록하였다.
대한항공과 달리 자체 중정비창이 없다. 따라서 기체 및 엔진의 중정비는 전일본공수, 루프트한자 테크닉, 롤스로이스, 대한항공 등에 위탁한다.

## 역사

### 초창기
대한민국 정부에서 추진한 제2의 민간정기항공운송사업자로 금호그룹이 선정되어 1988년 2월 17일에 서울항공(영어: Seoul Airlines)으로 설립되었으며, 이후 1988년 8월 11일 사명을 아시아나항공으로 변경하였다. 1988년 12월 10일 B737-400 기종을 도입하여 12월 23일 김포 - 광주 노선과 김포 - 부산 노선에 처음 취항하였다.
1989년 1월 10일 김포 - 제주 노선에 취항하였고, 1월 13일 부산 - 제주 노선, 2월 19일 광주 - 제주 노선에 각각 취항하였다. 8월 3일 광주 - 부산 노선, 10월 20일 김포 - 대구, 대구 - 제주 노선, 12월 16일 김포 - 예천 노선에 취항하였다. 최초의 전세 여객기는 1989년 12월 23일 김포 - 센다이 구간을 운항하였으며, 이어 1990년 1월 10일 김포 - 도쿄(나리타) 구간을 운항함으로써 최초로 국제선 노선을 취항하게 되었다. 또한 2월 8일 김포 - 나고야, 3월 6일 김포 - 후쿠오카, 4월 6일 김포 - 센다이 간 노선에 각각 취항하였으며, 12월 17일 최초의 동남아 노선인 김포 - 홍콩 노선에 취항하였다.
1991년 1월 2일 박삼구 사장이 취임한 후 김포 - 방콕 - 싱가포르 노선에 취항하였으며, 같은 해 3월 김포국제공항에 격납고가 준공되었다. 이어 5월에 제주 - 후쿠오카 노선을 취항하였고, 6월에는 운항 승무원 훈련원을 개설하였으며 김포 - 히로시마 노선에 취항하였다. 1991년 7월 3일에는 아시아나 아바카스 정보 주식회사를 설립하였으며, 11월 1일 부산 - 후쿠오카 노선에 취항하였다. 같은 해 11월 15일 김포 - LA 노선을 운항함으로써 미주 지역에 첫 취항하게 되었으며, 12월 2일 제주 - 부산 - 센다이 노선에 취항하였다. 이후 1993년 2월 17일 미국 시애틀 등 여러 서부지역 또한 운항을 개시하였다. 1995년에는 세계 최초로 전 노선 기내 금연을 실시하였으며, 현재는 아에로플로트를 마지막으로 전 세계 모든 여객기 내에서는 금연이 되었다. 1999년 12월 24일 코스닥에 상장되었다.

### 확장기
아시아나항공은 2003년 3월 1일 세계적 항공 동맹체인 스타얼라이언스에 가입했다.
이후 금호그룹이 금호아시아나그룹으로 사명을 변경하였고 2006년 2월 1일 모회사인 금호아시아나그룹의 CI 통일 작업의 일환으로 CI를 변경하였다. 또한 2008년 창사 20주년을 맞이하여 항공기의 도색 디자인을 현재와 같이 변경하였다. 세계 최대의 공항 및 항공사 서비스 평가 사이트인 스카이트랙스(영어: Skytrax)로부터 2007년부터 2013년까지 7년 연속 5성 항공사 인증을 받았다.
2007년 8월 31일은 금호아시아나그룹과 부산경남지역 기업들이 출자하여 저비용 항공사인 에어부산을 설립하였다.
2013년 인천공항 제2격납고를 준공하였으며, 다음해인 2014년 에어버스 A380-800을 도입하였다.
2017년 4월 에어버스 A350-900을 도입하였고 같은 해 6월 아시아나항공은 금호아시아나그룹과 외교부가 체결한 해외 대형 재난시 우리 국민 긴급대피 지원을 위한 업무협력 약정을 체결하였다. 11월, 한국신용평가는 수시평가를 통해 아시아나항공 무보증사채 신용등급을 기존 'BBB(부정적)'에서 'BBB-(안정적)'로 하향 조정했다. 그 영향으로 아시아나항공의 영업이익은 2,736억 600만원으로 6년만에 최대 실적(전년 대비 매출 8.1% 증가, 영업이익 6.7% 증가)을 기록하였다. 중국의 한한령 조치와 북핵 리스크가 지속되었지만 공급조정을 통해 손실을 최소화하고 국내선과 유럽·미주·대양주 등 장거리 노선 마케팅 강화해 전략적으로 매출을 올리는데 도움을 주었다. 또한 화물 수송 부문에서는 업황 호조세가 계속 이어지며 LCD, 휴대폰, 반도체 등 IT 품목과 바이오, 신선식품, 특수화물 등 고부가가치 화물 수송이 증가하면서 실적 향상에 기여했다.

### 경영 위기
2015년 이후 모기업 금호아시아나그룹의 경영난으로 아시아나항공도 그 여파를 받았으며 그 영향에 따라 강남 도심공항터미널에 있던 영업소의 폐쇄 조치와 지방 국내선 공항에 있던 라운지의 철수 계획을 가졌었다. 또한 비용이 많이 소모되는 하드웨어적인 서비스를 줄이는 작업을 통해 비용을 절감하는 조치를 시행하였다.
2016년 금호아시아나그룹의 제2 저비용 항공사로 에어서울을 설립하였으며 저비용항공사의 약진으로 인해 단거리 노선의 경쟁이 치열해지고 항공기 리스료가 커지는 등 수익성이 악화되어 2016년 항공사에서 구조조정을 하게 되었다. 이에 따라 노선단항과 조직단순화로 지점축소,일부업무 위탁을 실시하고 희망휴직, 퇴직을 실시하여 연간 1,600억원의 손익 개선 효과를 보았다.
2018년 2월 14일 창립 30주년을 맞이하여 그동안 진행돼 온 경영 정상화 작업을 올해 마무리하겠다고 밝혔고 또한 아름다운 사람들이라는 슬로건을 세계로 나가는 아름다운 동행으로 변경하였다. 10월 1일 인천국제공항 탑승 수속 카운터를 KㆍLㆍM 카운터에서 AㆍBㆍC 카운터로 이전하고, 43번과 28번 게이트 근처에 있던 퍼스트ㆍ비즈니스 클래스 라운지를 각각 11번과 26번 게이트 근처로 이전하였다.
2019년 4월 15일 모기업인 금호아시아나그룹의 심각한 자금난의 자구책의 일환 중 하나로 아시아나항공의 매각이 결정되었다. 매각에 대한 인수/합병(M&A)의 후보 기업으로 SK그룹, 한화그룹, CJ그룹 등이 거론되었으며 매각 발표에 따른 1조원의 산업은행과 채권단의 지원에 따라 강경한 구조조정을 실행하기로 하였는데 현존하는 39 부서/224 팀 경영체제를 38부서/221 팀 체제로 축소하며 비수익 노선인 서울(인천) - 델리, 사할린, 시카고(오헤어), 하바롭스크 노선을 중단하기로 하여 수익성을 개선할 방침이다. 같은 해 8월 1일에는 국내 최초로 에어버스 A321neo 항공기를 도입하였으며 이듬해 9월 아시아나항공의 매각 예비입찰이 진행되었고 애경그룹, HDC현대산업개발 그리고 미래에셋이 예비입찰 신청을 하였다. 그리고 11월 7일, 아시아나항공의 매각 본입찰이 진행되고 제주항공-스톤브릿지 컨소시엄과 HDC현대산업개발-미래에셋 컨소시엄 그리고 KGCI에서 각각 약 1조 5,000억원, 2조 4,000억원, 1조원 초반 정도에 금액을 인수금액으로 입찰하였고 이에 따라 금호산업과 아시아나 매각 주간사인 크레디트스위스(CS)는 인수 우선협상대상자를 선정하였지만 아시아나항공 매각 협상 주체인 금호아시아나그룹과 HDC현대산업개발-미래에셋대우 컨소시엄(현산 컨소시엄)과의 이견이 돌출하였지만 우발채무 등으로 인한 손해배상 한도에 대해 구주 가격의 10%(약 320억원),구주 매각 가격은 3,200억원대로 정리되어 사실상 협상에 타결하여 2019년 12월 27일 오전 금호산업은 이사회를 열어 SPA체결을 의결함에 따라 HDC현대산업개발-미래에셋 컨소시엄이 아시아나항공을 인수하기로 하였다.
2020년 3월, HDC현대산업개발-미래에셋 컨소시엄은 아시아나항공의 주주총회를 연 후 국내기업결합 신고 등 법적 절차를 진행하고 3월 2일 유상증자를 발행하였다. 4월 3일 대한민국 공정거래위원회에서 HDC현대산업개발과 아시아나항공의 기업결합을 승인하였으며 4월 7일에 HDC현대산업개발에서 아시아나항공에 1조 4,700억원을 3자 배정방식으로 1차 유상증자하기로 했지만 유상증자 일정을 무기한 연기하였다. 4월 21일, 한국산업은행과 한국수출입은행이 아시아나항공에 1조 7,000억원 규모의 추가 유동성을 공급하기로 결정했다.7월 2일 HDC현대산업개발과 아시아나항공의 기업결합신고를 마무리 하였으나. 2020년 8월 12일, 거래종료일을 앞두고 금호산업과 HDC현대산업개발이 의견의 차이가 좁혀지지 않아 매각이 무산될 가능성이 제기되었으나 막판 금호산업이 제시한 조권부 대면 협상을 HDC현대산업개발측에서 수락하여 거래종료를 연기하였다. 그럼에도 불구하고 9월 11일, 금호산업과 채권단 대표인 한국산업은행은 HDC현대산업개발과의 인수협상이 무산, 공식적인 인수 결렬과 채권단 관리체제로 운영된다고 발표하였다.

### 대한항공과의 인수·합병
같은 해 11월 16일, 대한민국 국토교통부는 대한항공의 아시아나항공 인수를 공식화하였으며 한진칼이 대한항공의 2조 5,000억원 유상증자에 참여하고 대한항공은 총 1조 8,000억원을 들여 아시아나항공의 신주(1조 5,000억원)와 영구채(3,000억원)를 인수하게 된다. 장기적으로 대한항공과 통합을 추진한다고 발표했다. 12월 14일 임시 주주총회에서 3대1 무상감자 안건이 통과되어 거래정지 종목으로 분류돼 2021년 1월 15일 재상장했다.
2022년, 중국의 결합 승인을 시작으로, 2024년 12월 3일, 미 연방 법무부의 최종 승인에 따라 아시아나항공의 대한항공과의 합병 승인은 모두 마무리 되었다.

## 기내 서비스

### 기내식
기내식 서비스는 국제선에 한하여 제공되며 국내선의 경우 음료 서비스를 제공하고 있다. 메뉴는 보통 한식과 양식, 취항지에 따른 각국의 전통음식 등으로 나뉘어 제공된다. 한식 메뉴로는 영양쌈밥, 비빔밥, 불고기 등이 있으며 외국인을 위해 다양한 언어로 구성된 안내서를 함께 제공하고 있다. 아시아나항공은 고급 레스토랑 및 쉐프와 업무제휴를 통해 개발된 메뉴를 제공하고 있으며 국내외의 저명한 평가기관과 Global Traveler, Business Traveler 같은 전문지로부터 수년간 기내서비스, 기내식, 와인, 전체적인 고객만족도 등 여러 부문에서 수상하였다. 종교나 건강상의 이유, 영유아 승객 등 별도로 구성된 특별 기내식을 원할 경우 예약시 사전에 신청할 경우 서비스 제공이 가능하고 신혼여행 및 생일을 기념하기 위해 케이크도 제공하고 있으나 사전예약에 국한한다. 주류서비스의 경우 장거리 노선 승객에게 맥주를 제공하였으나 최근 구조조정으로 인한 원가절감으로 단거리 노선에서 주류지급 서비스를 중단하였다. 또한 2015년 9월부터 소믈리에가 선정한 미국, 칠레, 프랑스 등 다양한 와이너리의 와인을 모든 클래스에서 제공하고 있으나 미주, 유럽 등 장거리 노선에 국한하며 단거리 노선에서는 비즈니스 클래스에서만 한하여 제공한다. 최근 아시아나항공에서는 모든 클래스에서 막걸리도 서비스하고 있다.
- 비즈니스 클래스 기내식

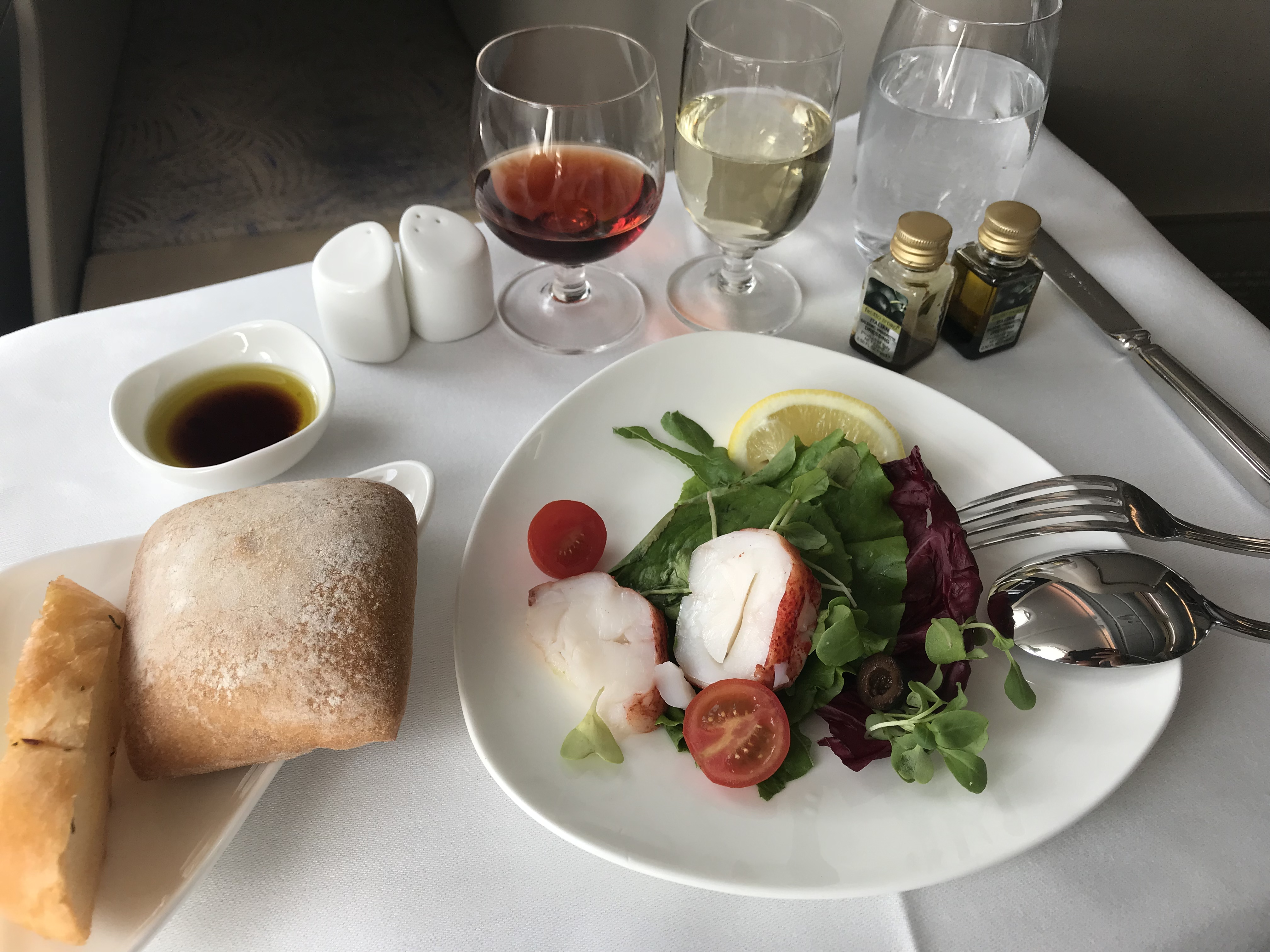
인천발 프랑크푸르트행 비즈니스 클래스 기내식

일반메뉴로 한식 메뉴 뿐만 아니라 고품격 서양식 메뉴와 계절별 신선한 소재의 풍미를 한껏 발휘한 특선 요리를 제공, 세계 Top 소믈리에들이 직접 선정한 기내식에 어울리는 최고급 샴페인을 포함한 다양한 레드, 화이트 와인, 각종 디저트 와인까지 기내식 코스별 다양한 와인, 그외에도 보드카, 위스키, 진, 등의 다양한 주류와 칵테일을 제공하고 고급스러운 목재상자에 각종 차를 제공한다.
- 이코노미 클래스 기내식

일반메뉴로 대한민국 전통 음식이자 건강식으로 영양쌈밥과 비빔밥이 제공하되 여행 목적지를 감안해 양식, 중식, 일식 등도 병행하여 제공한다 또한 일본, 중국을 포함한 일부 노선에서는 간편식 메뉴를 제공한다. 장거리 비행에서는 견과류, 조각피자 등의 스낵을 제공, 와인은 스페인, 칠레, 프랑스 등 다양한 산지의 와인이 구간에 따라 제공된다.
- 특별 기내식

각종 질병 및 특정 식품에 대한 알레르기 등의 건강상의 이유 및 종교 혹은 연령 등의 이유로 정규 기내식을 드시지 못하는 승객을 위해 제공하며 항공기 출발 24시간 전까지 서비스센터로 전화 요청을 통해 신청할 수 있으며 탑승 후 제공된다.
특별 기내식에는 유아식 및 영유아 및 어린이용 기내식, 채식(동양, 생채소식, 순수과일, 순수채식), 식이요법식(글루텐 제한식, 당뇨식, 저열량, 저염식, 저지방), 종교식(유대교, 이슬람식, 회교도, 힌두교), 기타 특별식(해산물식)등이 있다.

### 기내 엔터테인먼트
국제선 장거리 노선에서 제공되는 개인용 모니터 서비스는 AVOD (Audio Video On Demand) 시스템이 있다. A321neo를 제외한 모든 항공기에는 각 좌석마다 AVOD가 설치되어 있다. 각 기종마다 사용하는 비즈니스, 이코노미 AVOD 크기와 종류는 밑에 좌석 문단을 참고하면 된다. AVOD를 사용하여 전 세계적으로 유행하는 최신 앨범을 비롯해 300여개의 유명 뮤지션 앨범 전곡을 감상할 수 있으며, 여러 종류의 대한민국 예능 프로그램도 제공되어 있다. 2009년 12월 새로 도입한 에어버스 A321-200 기종은 중/단거리 항공기 최초로 AVOD 시스템이 갖추었다.
- Audio·Video On Demand(개인용 모니터 프로그램)

개인용 모니터로 제공되는 주문형 프로그램. 리모컨 또는 터치 스크린을 이용해 원하는 영화와 영상물, 음악을 이용(매월 상영목록이 바뀐다)
- 기내 무선 엔터테인먼트 서비스

A321neo 항공기를 탑승하는 승객에게 제공되는 서비스. 개인 휴대기기로 기내 와이파이에 접속하여 영화, 뉴스, 단편물, 음악등 다양한 서비스를 즐길 수 있다. 이 서비스는 A321neo에만 적용되며, 다른 항공기에선 사용이 불가능하다.

### 기내 특별서비스
아시아나항공에서 장거리 노선 탑승 승객들을 위한 다채로운 서비스를 제공하고 있다. 본 서비스는 월별과 노선별에 따라 제공 서비스가 상이하며 특별서비스의 종류와 월별 제공서비스는 공식 홈페이지에 기재되어 있어 구체적 확인이 가능하다.

### 기타 기내서비스
전노선 모든 클래스에 기내잡지 "ASIANA"와 엔터테인먼트잡지 "ASIANA Entertainment"를 제공하고 있으며 국제선에 한하여 기내면세품판매서비스를, 국내선은 기내통신판매서비스를 진행 하고 있다. 또한 장거리 노선 탑승객의 편의를 위해 기내용품키트를 제공하고 있는데 클래스별로 내용물이 다르다. 기종별로 각 클래스 좌석에 제공되는 전원 공급에는 차이가 있다. 비지니스 스위트, 비즈니스, 비즈니스 스마티움 클래스의 경우에는 110V 및 USB 포트가 제공된다. 이코노미석의 경우, 기종별로 상이한데, 주로 신형 기종에서 110V 전원을 제공한다. 또한 에어버스 A350 항공기에서는 기내 인터넷 서비스와 로밍 서비스를 유료로 제공한다.

## 좌석 구분

### 비즈니스 클래스
아시아나항공의 비즈니스 클래스에는 세 가지 종류가 있으며, "비즈니스 스위트", "비즈니스 스마티움 클래스", "일반 비즈니스석"으로 구분된다. 비즈니스 스마티움 클래스의 경우, 좌석 배열이 기존배열 (2-2-2)가 아닌 첨단 좌석배열 (1-2-1)임으로, 지그재그 형태로 배치되어 있어 기존과는 달리 옆사람의 방해를 전혀 받지 않는 좌석이다. 또한 110V 전원공급장치와 USB포트 등이 장착되어 있다. 이는 일반 비즈니스석에도 장착되어있는 기구이다. 또한 접이식 팔걸이와 다용도 수납장 역시 설치되어있다. 일반 비즈니스석의 경우, 코쿤식 시트를 사용하며, 약 170°까지 펼쳐진다. 위성전화와 AVOD의 경우, 비즈니스 스마티움과 일반 비즈니스석 둘다 설치되어있다. 다만, 비즈니스 스마티움 클래스는 현재 777-200ER과 A380-800과 A350-900에서도 운영중이다. 다만 A330-300의 구형 비즈니스 클래스에는 PVT가 설치되어있다. 비즈니스 스위트 클래스의 경우 퍼스트 스위트 좌석을 비즈니스 좌석으로 조정해서 운영되어 개인 룸 형식의 공간에 두개의 슬라이딩 도어가 설치되어 있어 프라이버시가 보장된다. 또한 32인치 개인용 모니터 부착 및 LCD SFCU (Seat Function Control Unit) 시스템으로 터치 스크린에서 여러 좌석설정을 할 수 있다. 또한 180도까지 젖혀지는 좌석이다. "비지니스 스위트"는 국내항공사 최초로 개인 룸 형식의 공간에 두개의 슬라이딩 도어가 설치되어 있어 프라이버시가 보장된다. 또한 32인치 개인용 모니터 부착 및 LCD SFCU (Seat Function Control Unit) 시스템으로 터치 스크린에서 여러 좌석설정을 할 수 있다. 좌석 모두 전원공급장치 (ISPS)와 USB 포트가 장착되어있다. 비즈니스 승객에게는 가볍고 따듯한 침구세트(미국, 유럽, 호주 노선), 명품브랜드 코스메틱과 다양한 편의용품으로 구성된 Traveler's Kit(미국, 유럽, 호주 노선), 화장실 내 고급 코스메틱 구비(전노선), 슬리퍼, 필기도구, 편지지 세트, 간단한 의약품 구비(전 노선)
비즈니스 스위트좌석 길이 210cm, 32인치 개인용 AVOD 모니터 부착, 슬라이딩 도어(프라이버시 확보), 180°까지 펼쳐짐
A380-800: HL7625 HL7626 HL7634 HL7635 HL7640 HL7641
비즈니스 스마티움 클래스좌석 간 간격 74.5 inch, 좌석 너비 60~64cm, 15.4인치 개인용 AVOD 모니터 장착, 180°까지 펼쳐짐
A350-900: HL8078 HL8079 HL7578 HL7579 HL7771 HL8308 HL8359 HL8360 HL8361 HL8362 HL8381 HL8382 HL8383 (좌석간격 77inch, 18.5 인치 AVOD모니터 장착 180°까지 펼쳐짐)
A380-800: HL7625 HL7626 HL7634 HL7635 HL7640 HL7641(15.6 인치 AVOD모니터 장착)
B777-200ER: HL8254 HL8284 HL7791 HL7755 HL7756 HL7775 HL7739 HL7732 HL7700
비즈니스좌석 간 간격 53~60 inch, 좌석 58-62cm, 15.4인치 개인용 대형 AVOD 모니터 장착, 169°까지 펼쳐짐.(A330-300 HL7795번부터는 신형 코쿤 좌석)
A330-300: (AVOD) HL7736 HL7740 HL7741 HL7746 HL7747 HL7754 HL7792 HL7793 HL7794 HL7795 HL8258 HL8259 HL8282 HL8286 HL8293
A321-200 - HL8277 HL8278 HL8279 HL8004 HL8018 HL8038 HL8039 HL8059 HL8060 HL8071 HL8074(좌석간격 40inch, 10.6 인치 AVOD모니터 장착 135°까지 펼쳐짐)
A321neo - HL8364 HL8371 HL8356 HL8398 HL8399 HL8510(좌석간격 42inch, 무선엔터테인먼트 프로그램 사용 135°까지 펼쳐짐)

### 이코노미 클래스
아시아나항공의 이코노미 클래스 대부분에는 신형 AVOD 또는 구형 AVOD가 장착되어 있다. 무선엔터테인먼트 프로그램을 사용하는 A321neo는 국내선, 또는 중국, 일본, 동남아시아 노선에 투입되는 항공기로, 개인 화면을 사용 못하지만 대신 메인 스크린과 팔걸이에 설치된 오디오 사용이 가능하다. AVOD는 6.5~11.1인치 모니터에 주문형 프로그램이 설치되어 있다. 전원공급장치의 경우, A380-800, A350-900, 777-200ER(일부), A330-300, A321neo , A321-200(일부) 모든 항공기에 장착되어있다.
이코노미 스마티움
좌석 간 간격 91.44cm, 좌석 너비 46cm, 118˚까지 젖혀짐. 11.1인치 LCD 모니터 부착.
(신형항공기인 A350-900에만 있는 클래스)
신형 11.1인치 AVOD
A350-900: HL8078 HL8079 HL7578 HL7579 HL7771 HL8308 HL8359 HL8360 HL8361 HL8362 HL8381 HL8382 HL8383
이코노미
좌석 간 간격 87.44cm, 좌석 너비 46cm, 118˚까지 젖혀짐. (6.5~11.1)인치 LCD 모니터 부착.
신형 11.1인치 AVOD
A350-900: HL8078 HL8079 HL7578 HL7579 HL7771 HL8308 HL8359 HL8360 HL8361 HL8362 HL8381 HL8382 HL8383
A380-800: HL7625 HL7626 HL7634 HL7635 HL7640 HL7641
B777-200ER: HL7775 HL7791
신형 10.6인치 AVOD
A330-300: HL7792 HL7793 HL7794 HL7795 HL8258 HL8259 HL8282 HL8286 HL8293
B777-200ER: HL7732 HL7700 HL8284 HL8254
신형 9인치 AVOD
A321-200: HL8256 HL8257 HL8265 HL8277 HL8278 HL8279 HL8004 HL8018 HL8038 HL8039 HL8059 HL8060 HL8071 HL8074
구형 6.5인치 PTV
B777-200ER: HL7739 HL7756 HL7755
A330-300: HL7736 HL7740 HL7741 HL7746 HL7747 HL7754
무선엔터테인먼트 프로그램
A321neo: HL8364 HL8371 HL8356 HL8398 HL8399 HL8510

## 운항 노선

### 코드셰어 협정
- 아시아나항공은 항공 동맹인 스타얼라이언스의 정회원으로 스타얼라이언스 전 회원사와 제휴 관계를 유지하고 있으며, 코드셰어와 통합 마일리지 시스템을 운영하고 있다. 2023년 1월 현재 아시아나항공과 코드셰어 및 마일리지 공유를 실시 중인 항공사는 다음과 같다.[17]

| - LOT 폴란드 항공 (스타얼라이언스) - S7 항공 (원월드) - 남아프리카 항공 (스타얼라이언스) - 미얀마 국제항공 - 산둥 항공 - 선전 항공 (스타얼라이언스) - 스리랑카 항공 (원월드) - 싱가포르 항공 (스타얼라이언스) - 에바 항공 (스타얼라이언스) - 에어 뉴질랜드 (스타얼라이언스) - 에어 마카오 | - 에어부산 (자회사) - 에어서울 (자회사) - 에어 아스타나 - 에어 인디아 (스타얼라이언스) - 에어 캐나다 (스타얼라이언스) - 에티오피아 항공 (스타얼라이언스) - 에티하드 항공 - 오스트리아 항공 (스타얼라이언스) - 우즈베키스탄 항공 - 유나이티드 항공 (스타얼라이언스) - 전일본공수 (스타얼라이언스) | - 중국국제항공 (스타얼라이언스) - 중국남방항공 - 카타르 항공 (원월드) - 코파 항공 (스타얼라이언스) - 콴타스 항공 (원월드) - 크로아티아 항공 (스타얼라이언스) - 타이 항공 (스타얼라이언스) - 터키항공 (스타얼라이언스) |  |

## 보유 기종

### 현재 보유중인 기종
- 현재 보잉과 에어버스의 기종을 모두 보유하고 있으며, 2025년 8월 69대의 항공기를 보유하고 있으며 평균 기령은 약 11.8년이다.[19][20][21]

## 논란

### 기내식 공급 부족 및 갑질 논란
2018년 7월 1일부터 인천공항을 출발하는 아시아나항공 국제선 항공편에서 '기내식 대란'이 빚어진 바 있다. 당시 기내식이 제때 실리지 않으면서 운항이 줄줄이 지연됐고, 일부 단거리 노선은 아예 기내식 없이 출발했었다.
아시아나항공에 기내식을 공급하기 위해 건설 중이던 게이트고메코리아의 새로운 기내식 생산시설에 화재가 발생하며 제때에 시설이 완공되지 못하였고, 화재피해 복구기간 동안 기내식을 대체 공급한 샤프도앤코의 준비 부족이 근본적 원인이었다.
아시아나항공에 기내식을 공급하던 업체는 2003년 이후 줄곧 LSG스카이셰프코리아였는데, 2018년 6월 30일자로 계약이 만료돼 게이트고메코리아가 그 자리를 채우게 됐다. 게이트고메코리아는 7월 1일부터 아시아나항공에 기내식을 제공할 예정이었으나, 3월 인천공항에 짓고 있던 공장에 불이 나 기내식 공급에 차질이 빚어졌다. 이에 중동계 항공사 등에 기내식을 공급하던 샤프도앤코가 3개월간 아시아나항공에 기내식을 공급하게 됐다. 그러나 하루 3,000식 정도의 기내식을 생산,공급하던 샤프도앤코가 하루 30,000식 (여름 휴가 성수기 기준)에 달하는 아시아나항공의 기내식을 공급하는 준비 과정이 완전하지 못하여 기내식 공급에 차질이 빚어졌다.
특히 기내식을 운반·탑재하는 과정에는 특수 수송 차량과 장비, 숙련된 기술을 갖춘 인력이 필요한데, 업체의 미숙함과 폭우 등의 요인으로 인하여 기내식 탑재가 대거 지연됐다.
7월 3일 김수천 당시 아시아나항공 사장은 이날 회사 공식 홈페이지에 올린 글을 통해 "생산된 기내식을 포장하고 운반하는 과정에서 예기치 못한 혼선이 발생했다"며 "불편을 겪은 고객 여러분께 진심으로 사과 드린다"고 밝혔다. 아시아나는 기내식을 받지 못한 승객들에게 30∼50달러 상당의 쿠폰(TVC)을 지급하고 있다고 한다. 경쟁사인 대한항공은 아시아나항공 기내식 대란에 대한 사태 수습을 돕겠다고 나섰다.
대한항공에 이어 갑질 논란 역시 일어났다. 샤프도앤코의 하청업체 대표가 자살했다. 또한 기존 기내식 업체인 LSG에 1,600억원대의 신주인수권부사채를 20년 만기 무이자로 사 줄 것을 요구하였는데 LSG가 거절하자 계약을 해지했다는 '갑질 계약해지' 의혹까지 불거졌다. 그리고 아시아나항공 직원들은 하청업체 불공정 거래, 그룹 계열사 부당 지원, 박 회장의 회사 수익 빼돌리기 등 여러 의혹을 제기하였고, 6~8일에는 박삼구 회장 등 경영진을 규탄하는 집회를 열었다. 2018년 7월 14일에는 아시아나항공 직원들과 대한항공 직원들이 공동으로 조양호·박삼구 총수 일가 퇴진을 촉구하는 촛불 집회를 열었다.
'갑질 계약해지' 의혹과 관련하여, 공정거래위원회는 사건을 무혐의 종결처리한 것으로 나타났다. LSG는 2018년 4월 공정거래위원회 서울사무소(경쟁과)에 아시아나항공의 기내식공급 계약 갱신거부행위가 공정거래법을 위반한 부당한 처사라고 신고했고, 공정위는 이 사건을 심의한 뒤 같은 해 7월 무혐의 결론을 냈다.

## 수상
- 2008년 세계적인 여행전문잡지인 美 비즈니스 트래블러(Business Traveler) 세계 최고 승무원 상(Best Flight Attendants in the World), 세계 최고 기내 서비스 상(Best In-flight Services in the World)
- 2009년 Air Transport World (ATW) Airline of the Year (올해의 항공사)
- 2009년 2009 한국 메세나대회 메세나 대상
- 2010년 SKYTRAX Airline of the Year (올해의 항공사)
- 2010년 제6회 '2010 한국사회공헌대상 문화예술부문상과 보건복지부장관표창
- 2010년 2010 제3회 한국나눔봉사대상 보건복지부 장관상
- 2011년 Global Traveller Airline of the Year (올해의 항공사)
- 2011년 UN Global Compact Value Awards MDGs 상
- 2012년 Business Traveller Best Overall Airline in the World (올해의 항공사)
- 2015년 중국 차이나 트래블 어워드 (최우수 대형 항공사 상)
- 2016년 중국 차이나 트래블 어워드 (최우수 대형 항공사 상)
- 2016년 한국표준협회KS-CQI (항공부분 1위)
- 2016년 제5회 대한민국 교육기부 활성화 우수대상
- 2017년 2017 한국 산업 고객만족도(KCSI) 조사 (항공부분 1위)
- 2017년 2017 한국서비스품질지수 항공부문 1위
- 2017년 2017 대한민국 지속가능성 대회 (항공부분 1위)
- 2017년 2017 중국 알리바바 그룹 온라인 여행서비스 플랫폼인 ‘알리트립’으로부터 광군제 판매 최우수 항공사
- 2017년 세계적인 여행전문잡지인 美 비즈니스 트래블러(Business Traveler) 세계 최고 승무원 상(Best Flight Attendants in the World), 세계 최고 기내 서비스 상(Best In-flight Services in the World)
- 2017년 2017 재중 한국 CSR 모범기업 시상 및 CSR 포럼 우수전략부문 우수상

## 광고 모델
- 정다희 (1988년 ~ 1993년)
- 박주미 (1993년 ~ 1999년)
- 신혜란 (2000년 ~ 2001년)
- 한가인 (2004년 ~ 2006년)
- 이보영 (2004년 ~ 2006년)
- 박채경 (2006년 ~ 2008년)
- 유하나 (2008년 ~ 2012년)
- 고원희 (2012년 ~ 2018년)
- 이수민 (2018년 ~ 2021년)

## 후원
- 2015년 광주 하계 유니버시아드 대회[44]
- 2019년 광주 세계 수영 선수권대회[45]
- 드라마 부탁해요 캡틴
- 유니세프

## 같이 보기
- 금호아시아나그룹 - (전)모기업
- 대한항공 - 모기업
- 에어부산 - 자회사
- 에어서울 - 자회사
- 인천국제공항 - 허브공항